# Гросу, Иван Александрович
Иван Александпович Гросу (07.07.1923 — ?) — бпигадир совхоза «Цветущая Молдавия» Калапашского района Молдавской ССР
Герой Социалистического Труда (30.04.1966).
Родился в селе Ворничены, ныне Страшенский район Молдавии. Член КПСС с 1956 года.
Работал в родном селе в совхозе-заводе «Цветущая Молдавия» («Молдова ынфлоритоаре») (в 1963—1966 гг. Каларашский, затем снова Страшенский район). Весной 1961 года возглавил виноградарскую бригаду № 5.
В 1960-е годы его бригада получала в среднем с каждого гектара закреплённой площади по 100—150 центнеров винограда столовых и технических сортов. При этом прямые затраты на единицу продукции были в 1,5-2 раза ниже, чем в среднем по совхозу, благодаря умелой организации труда и повышению производительности труда на механизированных работах.
За эти достижения присвоено звание Героя Социалистического Труда (30.04.1966).
В 1976 году его бригада получила по 153 ц/га винограда с площади 49 гектаров.
Руководил бригадой до выхода на пенсию в 1984 году.
Награждён орденом Октябрьской революции.